# Choruna

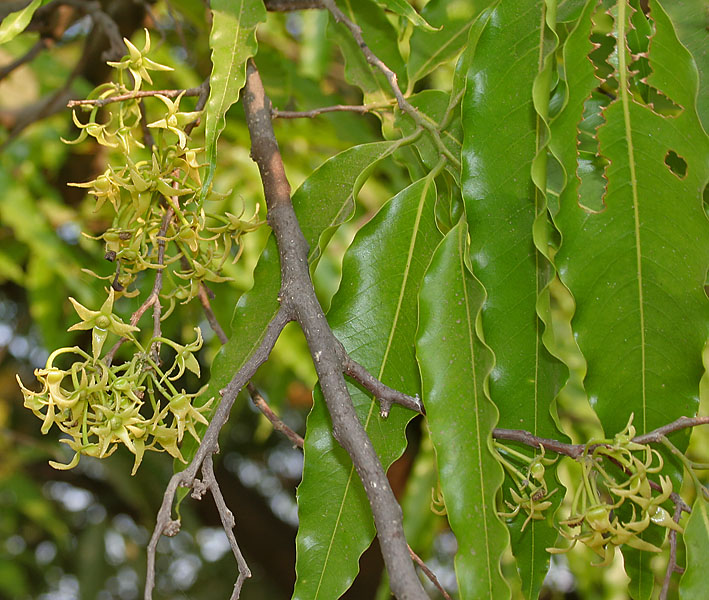
Kwiaty i liście choruny strzelistej

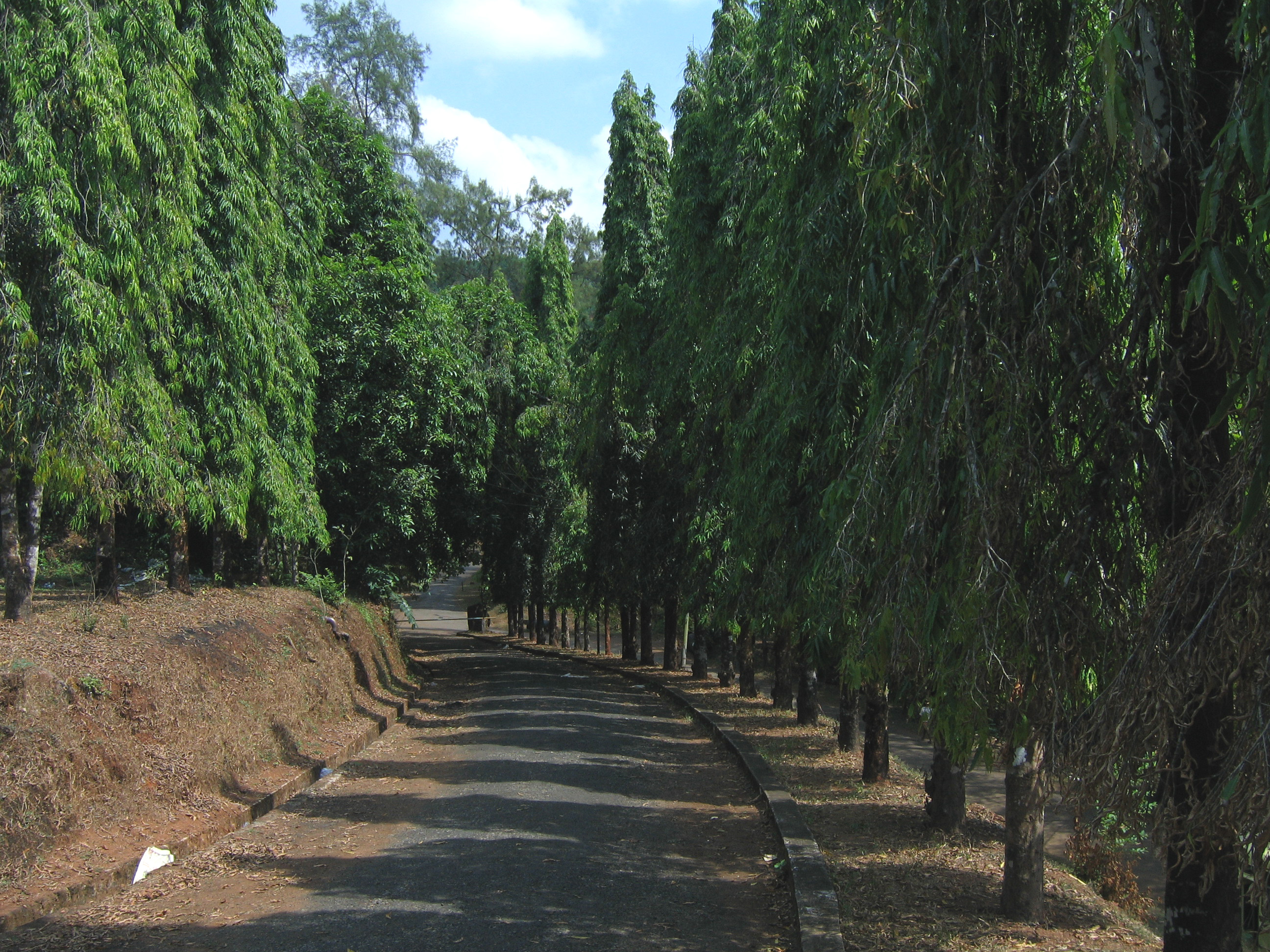
Aleja choruny strzelistej

Choruna (Polyalthia) – rodzaj należący do rodziny flaszowcowatych. Obejmuje ok. 120 gatunków występujących w tropikach Afryki, Azji południowej oraz w zachodniej części Oceanii. Największe zróżnicowanie gatunków występuje w Azji południowo-wschodniej. 

## Morfologia
PokrójDrzewa i krzewy.
LiścieSkrętoległe, pojedyncze, krótkoogonkowe.
KwiatyZwykle obupłciowe, pojedyncze lub skupione w wielokwiatowe kwiatostany wyrastające w kątach liści lub naprzeciw liści. Działki 3, drobne, wolne. Płatków jest 6, w dwóch okółkach, wolnych, płasko rozpościerających się. Płatki okółka zewnętrznego często różnią się wielkością w stosunku do okółka wewnętrznego (bywają większe lub mniejsze), którego płatki bywają często zagięte do środka. Pręciki liczne, wolnych owocolistków jest od kilku do wielu, zalążki pojedyncze lub po dwa w owocolistku. Znamię zwykle podzielone.
OwoceApokarpiczny, składający się z kilku lub wielu owocków, zazwyczaj kulisty lub owalny i mięsisty.

## Systematyka
Pozycja systematyczna według APweb (aktualizowany system APG III z 2009)
Rodzaj z rodziny flaszowcowatych (Annonaceae) z rzędu magnoliowców (Magnoliales). Na podstawie danych molekularnych stwierdzono, że rodzaj jest polifiletyczny i wymaga rewizji taksonomicznej i podzielenia na kilka rodzajów. Stanowi grupę siostrzaną dla rodzaju Miliusa.
Wykaz gatunków
| - Polyalthia amischocarpa I.M.Turner - Polyalthia angustifolia A.C.Sm. - Polyalthia anomala Becc. - Polyalthia australis (Benth.) Jessup - Polyalthia beamaniorum I.M.Turner - Polyalthia borneensis Merr. - Polyalthia bromantha I.M.Turner - Polyalthia bullata King - Polyalthia cauliflora Hook.f. & Thomson - Polyalthia cerasoides (Roxb.) Bedd. - Polyalthia charitopoda I.M.Turner - Polyalthia chinensis S.K. Wu & P.T. Li - Polyalthia chrysotricha Ridl. - Polyalthia cinnamomea Hook.f. & Thomson - Polyalthia congesta (Ridl.) J.Sinclair - Polyalthia decora Diels - Polyalthia dictyoneura Diels - Polyalthia dolichopoda I.M.Turner - Polyalthia elliptica (Blume) Blume - Polyalthia endertii D.M.Johnson - Polyalthia flagellaris (Becc.) Airy Shaw - Polyalthia florulenta C.Y. Wu ex P.T. Li - Polyalthia fragrans (Dalzell) Benth. & Hook. f. - Polyalthia glabra (Hook. f. & Thomson) J. Sinclair - Polyalthia greveana (Baill.) Palacky - Polyalthia henricii Diels - Polyalthia hookeriana King - Polyalthia humblotii Cavaco & Keraudren - Polyalthia hypogaea King - Polyalthia ichthyosma I.M.Turner - Polyalthia igniflora D.M.Johnson - Polyalthia insignis (Hook.f.) Airy Shaw - Polyalthia jenkinsii (Hook.f. & Thomson) Hook.f. & Thomson - Polyalthia keraudrenii Le Thomas & Schatz - Polyalthia kinabaluensis I.M.Turner - Polyalthia lancilimba C.Y. Wu ex P.T. Li - Polyalthia lasioclada I.M.Turner - Polyalthia lateriflora (Blume) Kurz - Polyalthia lauii Merr. - Polyalthia litseifolia C.Y. Wu ex P.T. Li | - Polyalthia littoralis (Blume) Boerl. - Polyalthia liukiuensis Hatus. - Polyalthia longifolia (Sonn.) Thwaites – choruna strzelista - Polyalthia longipes (Miq.) Koord. & Valeton - Polyalthia maritima Baill. - Polyalthia microsepala Diels - Polyalthia microtus Miq. - Polyalthia miliusoides I.M.Turner - Polyalthia monocarpioides I.M.Turner - Polyalthia montis-silam D.M.Johnson - Polyalthia mortehanii De Wild. - Polyalthia mossambicensis Vollesen - Polyalthia motleyana (Hook.f.) Airy Shaw - Polyalthia multistamina G.E. Schatz & Le Thomas - Polyalthia myristica I.M.Turner - Polyalthia obliqua Hook.f. & Thomson - Polyalthia oblonga King - Polyalthia oliveri Engl. - Polyalthia pendula Capuron ex G.E. Schatz & Le Thomas - Polyalthia perrieri Cavaco & Keraudren - Polyalthia pingpienensis P.T. Li - Polyalthia polyphlebia Diels - Polyalthia rumphii (Blume ex Hensch.) Merr. - Polyalthia sambiranensis Capuron ex Le Thomas & G.E. Schatz - Polyalthia saprosma I.M.Turner - Polyalthia simiarum (Buch.-Ham. ex Hook. f. & Thomson) Benth. ex Hook. f. & Thomson - Polyalthia sinclairiana I.M.Turner - Polyalthia stenopetala (Hook.f. & Thomson) Finet & Gagnep. - Polyalthia stenophylla I.M.Turner - Polyalthia stuhlmannii (Engl.) Verdc. - Polyalthia subcordata (Blume) Blume - Polyalthia suberosa (Roxb.) Thwaites - Polyalthia sympetala I.M.Turner - Polyalthia tanganyikensis Vollesen - Polyalthia tipuliflora D.M.Johnson - Polyalthia trochilia I.M.Turner - Polyalthia verdcourtii Vollesen - Polyalthia verrucipes C.Y. Wu ex P.T. Li - Polyalthia viridis W. G. Craib - Polyalthia xanthopetala Merr. |